# Fußball-Oberliga 2024/25
Die Fußball-Oberliga 2024/25 war die 17. Saison der Oberliga als fünfthöchste Spielklasse im Fußball in Deutschland.

## Oberligen
| Oberliga                                                 | Mannschaften       | Meister                                      |
| -------------------------------------------------------- | ------------------ | -------------------------------------------- |
| Oberliga Baden-Württemberg 2024/25                       | 18                 | SG Sonnenhof Großaspach                      |
| Bayernliga 2024/25 in zwei Staffeln (Nord und Süd)       | 18 (Nord) 17 (Süd) | VfB Eichstätt (Nord) FC Memmingen (Süd)      |
| Bremen-Liga 2024/25                                      | 16                 | SV Hemelingen                                |
| Oberliga Hamburg 2024/25                                 | 18                 | Altona 93                                    |
| Hessenliga 2024/25                                       | 19                 | FSV 1926 Fernwald                            |
| Mittelrheinliga 2024/25                                  | 16                 | Bonner SC                                    |
| Oberliga Niederrhein 2024/25                             | 18                 | SSVg Velbert                                 |
| Oberliga Niedersachsen 2024/25                           | 18                 | HSC Hannover                                 |
| Oberliga Nordost 2024/25 in zwei Staffeln (Nord und Süd) | 16 (Nord) 16 (Süd) | BFC Preussen (Nord) 1. FC Magdeburg II (Süd) |
| Oberliga Rheinland-Pfalz/Saar 2024/25                    | 18                 | TSV Schott Mainz                             |
| Oberliga Schleswig-Holstein 2024/25                      | 16                 | FC Kilia Kiel                                |
| Oberliga Westfalen 2024/25                               | 19                 | Sportfreunde Siegen                          |

## Aufstieg und Relegation zur Regionalliga

### Regionalliga Bayern
Folgende Mannschaften qualifizierten sich direkt für die Regionalliga Bayern 2025/26:
- Meister der Bayernligen 2024/25
  -  VfB Eichstätt (Nord)
  -  FC Memmingen (Süd)

Folgende Mannschaften qualifizierten sich für die Relegation:
- Tabellen-15. und -16. der Regionalliga Bayern 2024/25
  -  Viktoria Aschaffenburg
  -  SpVgg Hankofen-Hailing
- Vizemeister oder beste aufstiegsberechtigte Mannschaft der Bayernligen 2024/25
  -  SC Eltersdorf (Nord)
  -  SV Erlbach (Süd)

#### Relegation
In der Relegation wurden zwei weitere Regionalliga-Teilnehmer ermittelt.
| Datum                   |                        | Ergebnis                  | !Austragungsort                                            |
| ----------------------- | ---------------------- | ------------------------- | ---------------------------------------------------------- |
| 23. Mai 2025, 19:00 Uhr | SC Eltersdorf          | 1:0 (0:0)                 | Viktoria Aschaffenburg \|\| ELSNER Sportpark, Erlangen     |
| 23. Mai 2025, 19:00 Uhr | SV Erlbach             | 0:1 (0:1)                 | SpVgg Hankofen-Hailing \|\| Raiffeisen-Sportpark, Erlbach  |
| 27. Mai 2025, 19:00 Uhr | Viktoria Aschaffenburg | 5:1 n. E. (1:0, 1:0, 0:0) | SC Eltersdorf \|\| Stadion am Schönbusch, Aschaffenburg    |
| 27. Mai 2025, 18:15 Uhr | SpVgg Hankofen-Hailing | 1:1 (0:1)                 | SV Erlbach \|\| Maierhofer-Bau-Stadion, Leiblfing-Hankofen |

### Regionalliga Nord
Folgende Mannschaft qualifizierte sich direkt für die Regionalliga Nord 2025/26:
- Meister der Oberliga Niedersachsen 2024/25
  -  HSC Hannover[1]

Folgende Mannschaften qualifizierten sich für die Aufstiegsrunde:
- Meister der Bremen-Liga 2024/25
  -  SV Hemelingen
- Meister der Oberliga Hamburg 2024/25
  -  Altona 93
- Beste aufstiegsberechtigte Mannschaft der Oberliga Schleswig-Holstein 2024/25
  -  Heider SV

- Vizemeister der Oberliga Niedersachsen 2024/25
  -  FSV Schöningen

#### Aufstiegsrunde
In der Aufstiegsrunde wurden in einem Rundenturnier zwei weitere Regionalliga-Teilnehmer ermittelt.
Bei Punktgleichheit entschieden über die Tabellenplatzierung:
1. die Tordifferenz,
2. die Anzahl der erzielten Tore,
3. die im Anschluss an die Spiele ausgetragenen Elfmeterschießen.
| Datum                   |                | Ergebnis  | !Austragungsort                                          |
| ----------------------- | -------------- | --------- | -------------------------------------------------------- |
| 28. Mai 2025, 19:00 Uhr | FSV Schöningen | 2:1 (1:1) | Heider SV \|\|Elm-Stadion, Schöningen                    |
| 28. Mai 2025, 19:00 Uhr | Altona 93      | 2:2 (1:1) | SV Hemelingen \|\|Adolf-Jäger-Kampfbahn, Hamburg         |
| 1. Juni 2025, 15:00 Uhr | Heider SV      | 2:1 (0:0) | Altona 93 \|\|Stadion an der Meldorfer Straße, Heide     |
| 1. Juni 2025, 15:00 Uhr | SV Hemelingen  | 0:4 (0:1) | FSV Schöningen \|\|Bezirkssportanlage Hemelingen, Bremen |
| 4. Juni 2025, 19:00 Uhr | Heider SV      | 0:0       | SV Hemelingen \|\|Stadion Hoheluft, Hamburg              |
| 4. Juni 2025, 19:00 Uhr | FSV Schöningen | 0:2 (0:0) | Altona 93 \|\|Stadion am Berliner Ring, Verden           |

| Pl. | Mannschaft     | Sp. | S | U | N | Tore    | Diff. | Punkte |
| --- | -------------- | --- | - | - | - | ------- | ----- | ------ |
| 1.  | FSV Schöningen | 3   | 2 | 0 | 1 | 006:300 | +3    | 06     |
| 2.  | Altona 93      | 3   | 1 | 1 | 1 | 005:400 | +1    | 04     |
| 3.  | Heider SV      | 3   | 1 | 1 | 1 | 003:300 | ±0    | 04     |
| 4.  | SV Hemelingen  | 3   | 0 | 2 | 1 | 002:600 | −4    | 02     |

### Regionalliga Nordost
Folgende Mannschaften qualifizierten sich direkt für die Regionalliga Nordost 2025/26:
- Meister der Oberligen Nordost 2024/25
  -  BFC Preussen (Nord)
  -  1. FC Magdeburg II (Süd)

### Regionalliga Südwest
Folgende Mannschaften qualifizierten sich direkt für die Regionalliga Südwest 2025/26:
- Meister der Oberliga Baden-Württemberg 2024/25
  -  SG Sonnenhof Großaspach
- Bester aufstiegsberechtigter Verein der Hessenliga 2024/25
  -  FC Bayern Alzenau
- Meister der Oberliga Rheinland-Pfalz/Saar 2024/25
  -  TSV Schott Mainz

Folgende Mannschaften qualifizierten sich für die Aufstiegsrunde:
- Vizemeister der Oberliga Baden-Württemberg 2024/25
  -  TSG Balingen
- Dritter der Hessenliga 2024/25
  -  Türk Gücü Friedberg (Nachrücker wg. Verzichts des FSV 1926 Fernwald[2])
- Vizemeister der Oberliga Rheinland-Pfalz/Saar 2024/25
  -  1. FC Kaiserslautern II

#### Aufstiegsrunde
In der Aufstiegsrunde wurde in einem Rundenturnier ein weiterer Regionalliga-Teilnehmer ermittelt. Das erste Spiel trugen die Tabellenzweiten der Oberligen Rheinland-Pfalz/Saar und Baden-Württemberg aus. Je nach Ergebnis dieses Spiels wurden die beiden übrigen Partien angesetzt.
Bei Punktgleichheit entschieden über die Tabellenplatzierung:
1. die Tordifferenz,
2. die Anzahl der erzielten Tore,
3. das Los.
| Datum                   |                         | Ergebnis  | !Austragungsort                                        |
| ----------------------- | ----------------------- | --------- | ------------------------------------------------------ |
| 3. Juni 2025, 19:00 Uhr | 1. FC Kaiserslautern II | 1:1 (1:0) | TSG Balingen \|\|Fritz-Walter-Stadion, Kaiserslautern  |
| 6. Juni 2025, 19:00 Uhr | Türk Gücü Friedberg     | 6:0 (4:0) | 1. FC Kaiserslautern II \|\|Burgfeldstadion, Friedberg |
| 9. Juni 2025, 14:00 Uhr | TSG Balingen            | 3:2 (2:0) | Türk Gücü Friedberg \|\| Bizerba Arena, Balingen       |

| Pl. | Mannschaft              | Sp. | S | U | N | Tore    | Diff. | Punkte |
| --- | ----------------------- | --- | - | - | - | ------- | ----- | ------ |
| 1.  | TSG Balingen            | 2   | 1 | 1 | 0 | 004:300 | +1    | 04     |
| 2.  | Türk Gücü Friedberg     | 2   | 1 | 0 | 1 | 008:300 | +5    | 03     |
| 3.  | 1. FC Kaiserslautern II | 2   | 0 | 1 | 1 | 001:700 | −6    | 01     |

### Regionalliga West
Folgende Mannschaften qualifizierten sich direkt für die Regionalliga West 2025/26:
- Meister oder beste aufstiegsberechtigte Mannschaft der Mittelrheinliga 2024/25
  -  Bonner SC
- Meister der Oberliga Niederrhein 2024/25
  -  SSVg Velbert
- Meister und Vizemeister der Oberliga Westfalen 2024/25
  -  Sportfreunde Siegen
  -  VfL Bochum II